# Théâtre Attila József
Le Théâtre Attila József (en hongrois : József Attila Színház, [ˈjoːʒɛf ˈɒttilɒ ˈsiːnhaːz]) est un théâtre situé dans le centre de Budapest.